# F251i
ムーバ F251i（ムーバ エフ にー ごー いち アイ）は、富士通製のNTTドコモの携帯電話(mova)端末である。

## 概要
D251iと同時に発売された、富士通初のiショット対応端末で、同社初のカメラ付き携帯電話である。
カメラは11万画素CCDが搭載された。256色のサブ液晶を自分撮り時の撮影画面に使える。また、多彩な画像編集機能を搭載。ただし、SH251iやD251iと異なり、ライトは付いていない。
着信メロディは32和音。
富士通端末の25Xiシリーズはこれ以降には全くない事から、同社で最初で最後の25xiシリーズとなった。

## 歴史
- 2002年4月10日　テレコムエンジニアリングセンターによる技術基準適合証明の工事設計認証（工事設計認証番号01WZA1021）
- 2002年4月24日　電気通信端末機器審査協会による技術基準適合認定の設計認証（設計認証番号A02-0328JP、J02-0057）
- 2002年7月12日　D251iとともにドコモから発表。
- 2002年7月15日　D251iとともに発売。
- 2012年3月31日　 movaサービス終了により使用はこの日限りとなる。